# Javier Collado Goyanes
Javier Collado Goyanes (Madrid, 24 d'agost de 1976) és un actor espanyol, fill únic del productor i director de teatre  Manuel Collado i de l'actriu María José Goyanes i nebot de la mortes actrius Concha i Mara Goyanes. El seu paper més conegut és el d'Héctor Perea, l'excomissari de policia i detectiu privat en la sèrie espanyola Amar en tiempos revueltos i la seva seqüela Amar es para siempre.

## Biografia
Javier Collado, d'orígens familiars cinematogràfics, va començar la seva trajectòria artística als 20 anys, amb la Companyia Nacional de Teatre Clàssic, realitzant l'obra La estrella de Sevilla, dirigida per Miguel Narros. En els dos anys següents, va realitzar dues obres molt importants, com Don Juan Tenorio i Cyrano de Bergerac. Després d'una trajectòria creixent en la televisió, va protagonitzar un paper en la sèrie El comisario,i un altre a Cuéntame cómo pasó.
La seva gran oportunitat televisiva va arribar l'any 2008, quan RTVE li va oferir un paper en la quarta temporada de la principal sèrie de la sobretaula de la televisió pública, Amar en tiempos revueltos, el de l'inspector de policia Héctor Perea, un home una mica temperamental, però amb gran fons i humanitat. El seu personatge es va casar amb Teresa, paper realitzat per Carlota Olcina, i va tenir un gran èxit, continuant en la cinquena temporada. Al final de la citada temporada, va deixar la sèrie.
Prèviament, va donar vida a Jesús en la popular sèrie Sin tetas no hay paraíso. En aquesta última sèrie, Collado va utilitzar el nom de Javier Collado- Goyanes. En 2011, va participar en un capítol de la sèrie Los misterios de Laura i va tornar a ser Héctor Perea a l'especial d' Amar en tiempos revueltos anomenat La muerte a escena, yi va tornar definitivament a la sèrie en la setena temporada, amb una trama completament diferent, havent signat la separació amb la seva esposa, i començant una relació amb el personatge de Nadia de Santiago, Asunción Muñoz.
Javier Collado va continuar amb el personatge d'Héctor Perea Martínez a Amar es para siempre, la continuació d' Amar en tiempos revueltos a la cadena Antena 3 durant les seves dues primeres temporades i començaments de la tercera (en total ha estat interpretant el personatge d'Héctor durant 6 anys i 6 temporades entre els dos serials) quan per decisió de la productora el seu personatge va abandonar la sèrie a l'octubre de 2014.

## Filmografia

### Televisió
- Antivicio, un episodi: La sonrisa de un niño (2000)
- El grupo, un episodi: ¿Los delfines rosas saben nadar?, com Fran (2000)
- El comisario, un episodi: La jauría (2000)
- Ciudad Sur, un episodi (2001)
- Mi teniente, un episodi (2001)
- Cuéntame cómo pasó, un episodi: Atado y bien atado (2002)
- Amar en tiempos revueltos, personatge episòdic, com companyo de presó de Marcos (2006)
- Sin tetas no hay paraíso, com Jesús Marcos (2007-2008)
- Cuéntame cómo pasó, un episodi: La mano en el fuego, com un periodista espanyol (2008)
- Yo soy Bea, un episodi: Adriana y Diego, pillados de nuevo (2009)
- Los misterios de Laura, com Máximo Madrigal, un episodi: El misterio del hombre sin pasado (2011)
- Amar en tiempos revueltos, com Héctor Perea Martínez (2008-2010, 2011-2012,)
- Especial Amar en tiempos revueltos: Alta traición, com Héctor Perea Martínez (2010)
- La Duquesa II, com Cayetano Martínez de Irujo (2011)
- Especial Amar en tiempos revueltos: La muerte a escena, com Héctor Perea Martínez (2011)
- Amar es para siempre, com Héctor Perea Martínez (2013-2014)
- El Ministerio del Tiempo, dos episodis: Tiempo de valientes I y II (2016)
- Hospital Valle Norte, com Diego Estrada, un episodi: Segundo tiempo (2019)

### Llargmetratges
- Cómo un relámpago, repartiment. Dir. Miguel Hermoso (1996)
- El chocolate del loro, com Juan Carlos Villoslada. Dir. Ernesto Martín (2004)
- Que parezca un accidente, repartiment. Dir. Gerardo Herrero (2008)

### Curtmetratges
- La presentadora, com promès argentí. Dir. Alberto Pascual Otero (2009)
- Vírgenes. Dir. Asier Aizpuru (2014)

### Teatre
- La Estrella de Sevilla. Dir. M. Narros. (1996)
- Don Juan Tenorio. Dir. G. Pérez Puig. (1997)
- Cyrano de Bergerac. Dir. G. Pérez Puig. (1998)
- Eso a un hijo no se le hace Dir. Tamzin Townsend. (2000)
- Historia de un caballo Dir. Salvador Collado. (2002)
- Cosas de mamá Dir. Antonio Corenza. (2005)
- Deseo bajo los olmos Dir. Paco Suarez. (2006)
- El lindo Don Diego Dir. Denis Rafter. (2005 - 2007)
- Calígula. Dir Joaquín Vida. (2012-2014)[4]
- La puta enamorada, com Lucio; de Chema Cardeña. Dir. Jesús Castejón (2014-2015)
- Mujeres y criados, com Claridán; de Lope de Vega. Dir. Laurence Boswell y Rodrigo Arribas (2015)[5]
- Don Juan en Alcalá. Dir. Tim Hoare y Rodrigo Arribas (2016)